# چادر سرخ‌پوستان

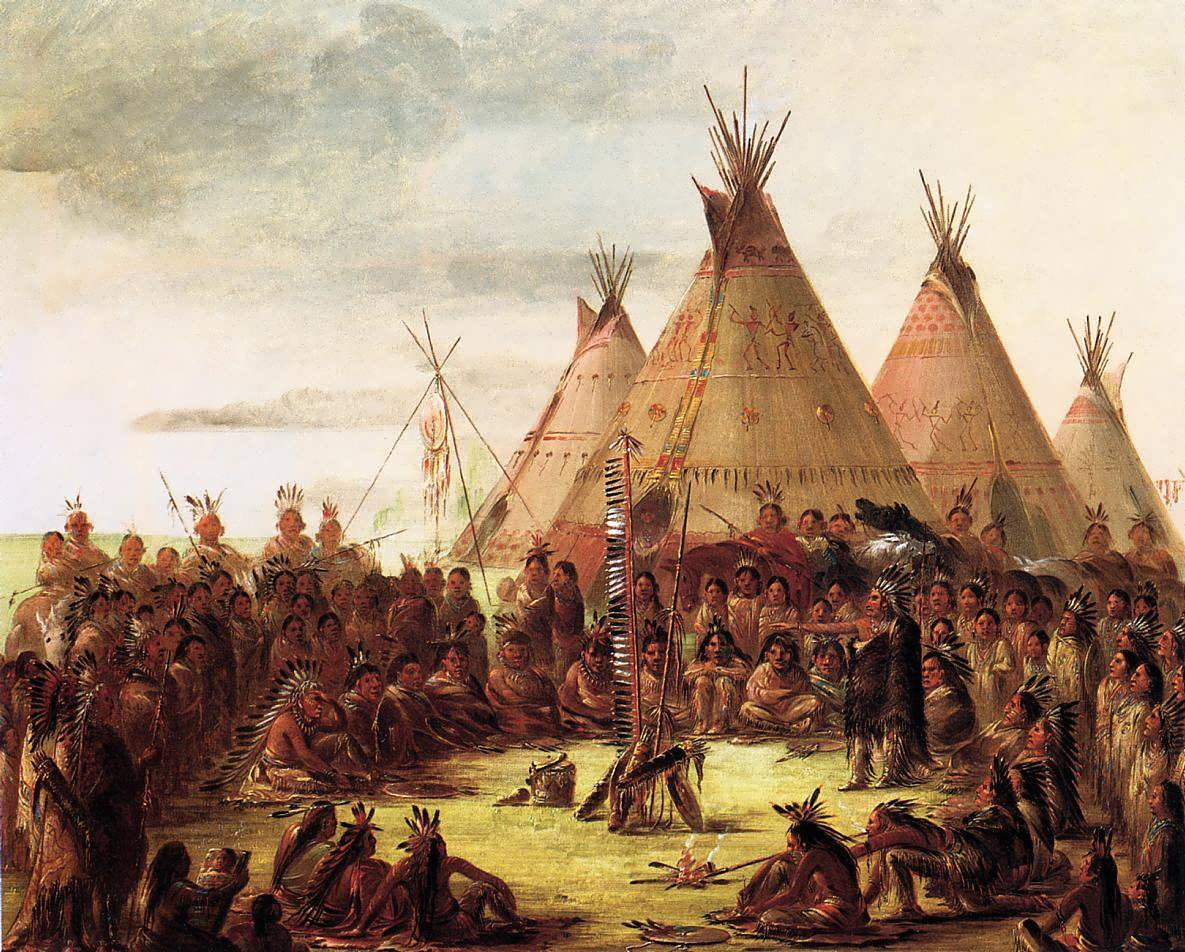

تیپی (به انگلیسی: Tipi) نام نوعی کلبهٔ مخروطی شکل است که توسط سرخ‌پوستان آمریکا برای سکونت ساخته می‌شده‌است. تیپی را غالباً از پوست حیوانات درست می‌کرده‌اند.